# Troszczyno
Troszczyno [trɔʂˈt͡ʂɨnɔ] (tiếng Đức: Friedrichsgnade)  là một ngôi làng ở quận hành chính của Gmina Radowo Nam thì trong thời hạn Łobeski, Zachodniopomorskie, ở tây bắc Ba Lan. Nó nằm khoảng 10 kilômét (6 mi) phía tây Radowo Małe, 21 km (13 mi) phía tây Łobez và 56 km (35 mi) về phía đông bắc của thủ đô khu vực Szczecin.